# Rophites gusenleitneri
Rophites gusenleitneri är en biart som beskrevs av Schwammberger 1971. Rophites gusenleitneri ingår i släktet blomdyrkarbin, och familjen vägbin. Inga underarter finns listade i Catalogue of Life.